# میکو پوکا

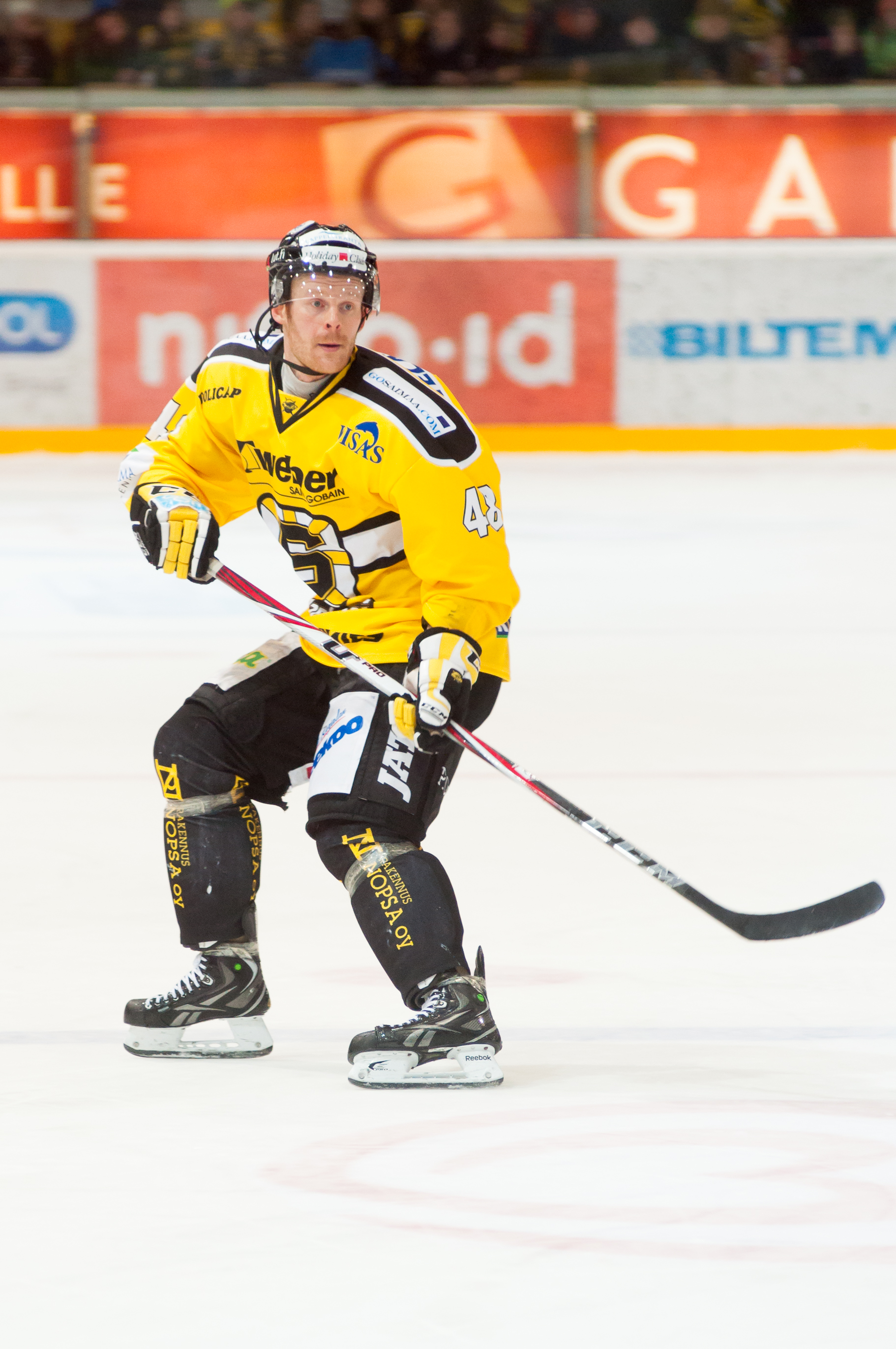
نگارهٔ میکو پوکا، بازیکن هاکی اهل فنلاند - ۲۰۱۲

میکو پوکا مدافع هاکی روی یخ فنلاندی که در حال حاضر به صورت حرفه‌ای در فنلاند بازی می‌کند و در فنلاند برای سایپا از SM-liiga بازی می‌کند.